# Bagnell (Missouri)
Bagnell é uma cidade  localizada no estado americano de Missouri, no Condado de Miller.

## Demografia
Segundo o censo americano de 2000, a sua população era de 86 habitantes.
Em 2006, foi estimada uma população de 92, um aumento de 6 (7.0%).

## Geografia
De acordo com o United States Census Bureau tem uma área de
1,6 km², dos quais 1,2 km² cobertos por terra e 0,4 km² cobertos por água. Bagnell localiza-se a aproximadamente 253 m acima do nível do mar.

## Localidades na vizinhança
O diagrama seguinte representa as localidades num raio de 16 km ao redor de Bagnell.